# Jens Jørn Bertelsen
Pour les articles homonymes, voir Bertelsen.
Jens Jørn Bertelsen est un footballeur international danois né le 15 février 1952 à Guldager (Danemark). Il évoluait au poste de milieu de terrain.

## Carrière
- 1972-1982 :  Esbjerg fB
- 1982-1984 :  RFC Sérésien
- 1984-1985 :  FC Rouen
- 1985-1987 :  FC Aarau
- 1987-1988 :  Esbjerg fB[1],[2]

## Palmarès
- 69 sélections et 2 buts avec l'équipe du Danemark entre 1976 et 1987
- Champion du Danemark en 1979 avec Esbjerg
- Vainqueur de la Coupe du Danemark en 1976 avec Esbjerg
- Finaliste de la Coupe du Danemark en 1978 avec Esbjerg
- Élu meilleur joueur danois de l'année en 1979